# Wings (Macklemore & Ryan Lewis)
Wings (resa come Wing$) è un brano musicale del duo statunitense, rispettivamente rapper e produttore discografico, Macklemore & Ryan Lewis, pubblicato come singolo di debutto del loro primo album in studio The Heist. Vi è la partecipazione non accreditata del cantante Hollis.

## Antefatti
Macklemore ha spiegato il tema trattato dal brano: "La canzone Wings tratta della ricerca della propria identità attraverso i mezzi del consumismo. Il mio tentativo è di analizzare la nostra infatuazione e attaccamento verso i loghi, le etichette, le marche e quella effimera felicità che è legata intrinsecamente all'invincibile potere dell'acquisto. Il soggetto che utilizzo nella canzone sono le scarpe, ma il loro scopo è dipingere un'immagine d'insieme dell'essere un consumatore e di tracciare il linguaggio dei miei primi ricordi di desiderio di beni venduti al dettaglio."

## Video musicale
Il videoclip, diretto da Zia Mohajerjasbi, allude a vicende autobiografiche. Sottolinea le esperienze di Macklemore da adolescente, in particolare la sua affezione verso l'equipaggiamento sportivo da pallacanestro, sottolineando le scarpe.
Nel video vi sono diverse citazione alla marca Nike.

## Altre versioni
Una versione alternativa viene utilizzata per gli spot pubblicitari dell'All-Star Game della NBA nel 2013. Tuttavia, per motivi di tempistica, il brano doveva essere necessariamente ridotto e Macklemore fu criticato per aver eliminato ogni riferimento negativo alla Nike. Macklemore rispose alle critiche il 21 febbraio 2013 sul suo sito ufficiale.